# Henri Bate de Malines
Henri Bate de Malines o en llatí Henricus Batenus Mechliniensis (24 de març de 1246, Malines, Bèlgica - † 1310, Abadia de Tongerlo) fou un filòsof, teòleg, astrònom, astròleg, poeta i músic belga.
Va estudiar arts a la Universitat de París abans del 1274 i va ser alumne de Tomàs d'Aquino. Va ser canonge i chantre de la catedral de Lieja. Com a astrònom, va construir astrolabis i va dedicar el seu tractat Magistralis compositio astrolabii al seu amic Willem van Moerbeke i va escriure comentaris en escrits dAbraham ibn Ezraa i Abu-Màixar durant la seva estada a Roma.
A més va ser professor de Guy de Hainut, germà de Joan I d'Avesnes, per a qui va escriure entre el 1285 i el 1305 un Speculum divinorum et guorundam naturalium. Va retirar-se el 1309 a l'abadia premonstratesa de Tongerlo, on va morir.

## Obres
- Speculum divinorum et quorundam naturalium (1281-1305)
- Epistula ad Guidonem Hannoniae
- Magistralis compositio astrolobii (1274)